# Mr. A
Mr. A è un personaggio dei fumetti creato da Steve Ditko. A differenza della maggior parte delle sue opere, il personaggio e le storie di Mr. A rimangono proprietà di Ditko, che le ha scritte e illustrate da sé. Il personaggio è apparso per la prima volta in Witzend n. 3, nel 1967. Il nome Mr. A deriva da "A è A", un modo di dire che sintetizza il principio di identità usato spesso da Ayn Rand.

## Biografia del personaggio
Rex Graine è un reporter per il quotidiano Daily Crusader. È conosciuto per i suoi principi di inflessibilità e per la sua incorruttibilità. Per combattere il crimine Graine indossa guanti di metallo ed una maschera d'acciaio che assomiglia ad un volto sereno, diventando così Mr. A. In conformità al genere di detective noir, entrambi i personaggi indossano solitamente completi e cappelli fedora; l'abito di Mr. A è completamente bianco. Non c'è una storia che narri le origini del personaggio, perciò non è noto perché Graine abbia deciso di diventare un vigilante o perché talvolta si travesta, poiché entrambe le sue identità sono ugualmente minacciate dai criminali e a volte odiate dalla gente. Mr. A usa carte metà bianche metà nere per annunciare il suo arrivo, così come per rappresentare la sua convinzione che ci possano essere solo il bene ed il male, e nessuna area morale grigia.